# Wiktor Kozin
Wiktor Iwanowycz Kozin, ukr. Віктор Іванович Козін, ros. Виктор Иванович Козин, Wiktor Iwanowicz Kozin (ur. 1944) – ukraiński piłkarz, grający na pozycji napastnika, trener piłkarski.

## Kariera piłkarska

### Kariera klubowa
W 1967 roku w składzie Paxtakoru Taszkent debiutował w Klasie A Mistrzostw ZSRR. Nieczęsto wychodził na boisko, dlatego w 1969 odszedł do klubu Zarafshon Navoiy, który trenował Wadim Kiriczenko. W 1970 przeszedł do Spartaka Iwano-Frankiwsk, do którego zaprosił były trener Kiriczenko. W 1976 roku po odejściu Kiriczenka z Spartaka zakończył karierę piłkarską.

## Kariera trenerska
Po zakończeniu kariery piłkarskiej rozpoczął pracę szkoleniową. W 1989 prowadził Spartak Iwano-Frankiwsk.

## Sukcesy i odznaczenia

### Sukcesy klubowe
- mistrz Drugiej Ligi ZSRR: 1972